# Emil e i detectives
Emil e i detectives (Emil and the Detectives) è un film del 1964 diretto da Peter Tewksbury e prodotto dalla Walt Disney Pictures. Si basa sul romanzo Emil e i detective (Emil und die Detektive) dell'autore tedesco Erich Kästner.

## Trama
Emil Tischbein è un bambino tedesco di dieci anni che compie un viaggio in autobus da Neustadt, la cittadina tedesca occidentale nella quale vive, a Berlino Ovest, portando con sé una busta con 400 marchi affidatigli dalla padre perché li consegni alla nonna, che avrebbe incontrato all'arrivo. Durante il viaggio Emil si addormenta, e al momento del risveglio il denaro è sparito. Emil è sicuro che il responsabile sia il tipo losco, di nome Grundeis, che era seduto accanto a lui. Emil vede Grundeis entrare in una caffetteria di Berlino e chiede l'aiuto di un poliziotto, poco propenso ad ascoltarlo; Grundeis poi si dilegua per incontrarsi col Barone, un altro criminale che gli propone un colpo insieme.
Per recuperare il denaro, Emil accetta l'aiuto di un gruppo di "detective" bambini capeggiati da Gustav Fleischmann, un ragazzo di poco più grande che gli si era proposto prima come collocatore di lavoro, poi come guida turistica, infine come investigatore privato per una modica somma. Insieme ritrovano le tracce di Grundeis e lo sentono complottare col Barone e il complice di quest'ultimo, di nome Müller, per depredare una grande banca berlinese scavando una galleria sotto il suo caveau. Emil è catturato dai malviventi ed è costretto a collaborare al loro piano criminale.
Dopo che il caveau è stato raggiunto, Grundeis viene scaricato dal Barone e da Müller ed è lasciato indietro con Emil nella galleria con la prospettiva di essere investito dall'esplosione della dinamite tesa a squarciare la cassaforte, ma Gustav arriva in tempo per salvarli. I detective bambini inseguono i ladri e avvertono altri ragazzi del quartiere che portano altro aiuto; il Barone e Muller vengono circondati e sono arrestati dalla polizia. Emil riceve una ricompensa che intende dividere con i suoi nuovi amici.

## Produzione
Il film fu girato agli studi Tempelhof di Berlino e in luoghi reali nella stessa città. I set furono progettati dagli scenografi Isabella e Werner Schlichting.

## Distribuzione
Il film uscì al cinema negli Stati Uniti nel dicembre 1964.
In Italia il film non uscì nelle sale ma fu trasmesso in televisione su Rai 1 il 19 ottobre 1993.

## Accoglienza

### Incassi
Il film incassò 1 275 000 dollari in America del Nord.

### Critica
Eugene Archer del New York Times scrisse che "Walt Disney ha realizzato uno dei suoi migliori film per ragazzi," dichiarando che la regia di Tewksbury "fa tutta la differenza. Ha evitato che i ragazzi recitassero troppo goffamente, evitato le smorfie di un comico trio di ladri, fotografato le fresche atmosfere di Berlino con colori efficaci, e accostato la suspense e l'ingegno con un ritmo piacevole e dinamico." Variety definì il film "un progetto interessante" con "il marchio Disney, riconoscibile dallo spettatore, che gli dà classe," ma senza la stessa attrattiva per gli adulti del "precedente classico Disney per ragazzi, Mary Poppins." Philip K. Scheuer del Los Angeles Times scrisse che il film "è una via di mezzo tra un prodotto per bambini e uno rivolto anche ad adulti non troppo pretenziosi." The Monthly Film Bulletin lo trovò "presentato in modo piacevole, per quanto senz'alcuna distinzione."

## Opere derivate
Una trasposizione a fumetti uscì nel febbraio 1965 su un albo pubblicato dalla Gold Key.